# Крайовеску
Крайовеску (рум. Craioveşti) - валашский боярский род, происходивший из окрестностей Крайовы - города на западе Валахии.

## Биография
Крайовеску возвысились при господаре Мирче Старом. К началу XV века под их управлением находились 132 деревни и усадьбы: Крайовеску были фактически независимы от господаря Валахии. Раду Великий выделил Крайову в отдельную банию, узаконив автономный статус владений Крайовеску. Крайовеску, бывшие верными союзниками Османской империи часто конфликтовали с господарями, стремившимися к независимости от Порты. После того как в 1512 году Влад Молодой изгнал Крайовеску из Валахии, те обратились за помощью к Порту, и на турецких штыках на трон взошёл Нягое Крайовеску. Впрочем, для легитимизации своего избрания он был вынужден объявить себя сыном господаря  Басараба IV Цепелюша (то есть членом династии Басарабов) и поменять имя на Нягое Басараб.
Впрочем, период возвышения Крайовеску длился недолго. После того как в октябре 1530 году знать Олтении под предводительством Дрэгичи Гогоаше предприняла очередную попытку захватить власть в Валахии, господарь Влад Утопленник ликвидировал Крайовскую банию. После этого влияние семьи Крайовеску, преследуемой господарями, стало быстро падать. К концу XVI века их род пресёкся, и в 1589 году Михня Турок торжественно разделил их бывшие владения. При этом города Крайова и Каракал отошли непосредственно к господарю.

## Представители
- Нягое Басараб, господарь Валахии
- Тедош I, господарь Валахии
- Раду Щербан, господарь Валахии
- Константин Щербан, господарь Валахии и Молдавии